# Disponibilità giuridica
Nel linguaggio giuridico, per disponibilità giuridica si intende il diritto di disporre, ossia di utilizzare in senso giuridico il bene. Tale diritto si concretizza nella possibilità, per il titolare del diritto, di alienare il bene in questione, o di costituire sul bene stesso diritti reali minori (o di godimento).
In Italia, l'articolo 832 del codice civile, che definisce il contenuto del diritto di proprietà, stabilisce che il proprietario ha il diritto di disporre delle cose in modo pieno ed esclusivo, con le limitazioni previste dalla legge.